# سومای‌لی
سومای‌لی (به لاتین: Sumaylı، به آواری: ЦIумилухъ) یک منطقه مسکونی در جمهوری آذربایجان است که در شهرستان زاقاتالا واقع شده است.